# Protestantismus in Äthiopien
Protestanten sind in Äthiopien meist namentlich bekannt durch die Pentay (amharisch P'ent'ay, Kurzbezeichnung für die Pfingstbewegung), obwohl Pfingstler im Vergleich eine sehr kleine Minderheit sind.
"Pentay" ist ein Begriff für die Christen, die nicht die Zugehörigkeit zum äthiopisch-orthodoxen Tewahedo, zur äthiopisch-orthodoxen Tehadeso-Kirche, zur römisch-katholischen oder zu äthiopischen katholischen Kirchen haben.

## Anzahl
Die Gesamtzahl der Protestanten in Äthiopien belief sich im Jahr 2005 vermutlich auf zwischen 14 und 16 Millionen, sie hat seither zugenommen. Die Kale Heywèt Kirche hatte im Jahr 2019 etwa 6.700.000 Anhänger. Die stark wachsende Äthiopische Evangelische Kirche Mekane Yesus, welche lutherisch ist, hatte im Jahr 2005 etwa 1,5; im Jahr 2013 5,5 und im Jahr 2019 8,3 Millionen Mitglieder.
Gegründet wurden protestantische Konfessionen relativ häufig in der Region der Südlichen Nationen, Nationalitäten und Völker. Auch einige Stadtgebiete wurden in der Vergangenheit relativ schnell evangelisiert. In Gambela stellen Mekane Yesus-Anhänger etwa 60 % der Bevölkerung. Die protestantische Minderheit hat allerdings im Vergleich zu den Muslimen ein geringes Wachstum von etwa 6,7 % im Jahr.

## Denominationen
Andere große protestantische Kirchen in Äthiopien sind die Meserete Kristos, die Gubae Egziabehare, die Mulu Wongel und die Misgana-Kirche. Kleinere protestantische Konfessionen sind die Vereinigte Pfingstkirche, Full Gosp-Mulu Wengel, die Heywèt Birhane, die Siebenten-Tags-Adventisten, die Sefer Genet, Kirchen Christi, Birhane Wengel und die Emmanuel-Baptist-Kirchen.
Anglikanismus ist in Äthiopien vertreten durch die 2020 gegründete Episcopal / Anglican Province of Alexandria; die Ägypten mit Nordafrika auch das Horn von Afrika einschließt. In Äthiopien existieren zwei Diözesen, die Diözese Horn von Afrika mit Sitz in der Hauptstadt Addis Abeba, die neben Äthiopien (ohne Gambela) auch noch Dschibuti, Eritrea und Somalia umfasst und die Diözese Gambella mit Sitz in der Stadt Gambela, die Gambela umfasst.

## Rechtsstatus
Es herrscht nach der Verfassung der Demokratischen Bundesrepublik Äthiopien offiziell Religionsfreiheit.
In Regionen mit überwiegend islamischer Bevölkerung hingegen leiden die Christen oft unter dem Widerstand lokaler Behörden und den Repressionen radikaler Muslime. Es gibt zum Teil auch brutale Morde an Pentay-Christen in ländlichen Gebieten, die von der äthiopischen Regierung übersehen werden und von internationalen Organisationen stillgeschwiegen. Man stellt auch fest, dass Pentay-Christen durch militante Islamisten ermordet worden, weil sie ihren Glauben nicht abschwören wollten.